# Bisbat de Palayamkottai
El bisbat de Palayamkottai (tàmil: பாளையங்கோட்டை மறைமாவட்டம்; llatí: Dioecesis Palayamkottaiensis) és una seu de l'Església catòlica a Índia, sufragània de l'arquebisbat de Madurai. Al 2016 tenia 138.945 batejats d'un total de 3.233.466 habitants. Actualment es troba vacant.

## Territori
La diòcesi comprèn els taluks de Tirunelveli, Palayamkottai, Ambasamudram, Tenkasi, Shencottai, Sankarankovil, Sivagiri, Cheranmahadevi, V.K. Pudur i Alangulam al districte de Tirunelveli, i el taluk de Kovilpatti al districte de Thoothukudi a l'estat indi del Tamil Nadu.
La seu episcopal és la ciutat de Palayamkottai, on es troba la catedral de Sant Francesc Xavier.
El territori s'estén sobre 6.103km² i està dividit en 51 parròquies.

## Història
La diòcesi va ser erigida el 17 de maig de 1973 mitjançant la butlla Romani Pontifices del Papa Pau VI, prenent el territori de l'arxidiòcesi de Madurai.

## Cronologia episcopal
- Savarinathen Iruthayaraj † (17 de maig de 1973 - 15 de juliol de 1999 renuncià)
- Jude Gerald Paulraj (23 d'octubre de 2000 - 29 de juny de 2018 jubilat)
  - Antony Pappusamy, des del 29 de juny de 2018 (administrador apostòlic)

## Estadístiques
A finals del 2013, la diòcesi tenia 138.945 batejats sobre una població de 3.233.466 persones, equivalent al 4,3% del total.
| any  | població | població  | població | sacerdots | sacerdots       | sacerdots       | sacerdots             | diaques | religiosos | religiosos | parroquies |
| ---- | -------- | --------- | -------- | --------- | --------------- | --------------- | --------------------- | ------- | ---------- | ---------- | ---------- |
| any  | batejats | total     | %        | total     | clergat secular | clergat regular | batejats por sacerdot | diaques | homes      | dones      |            |
| 1980 | 81.640   | 2.112.000 | 3,9      | 44        | 22              | 22              | 1.855                 |         | 120        | 219        | 21         |
| 1990 | 100.664  | 2.374.000 | 4,2      | 63        | 35              | 28              | 1.597                 | 1       | 117        | 254        | 26         |
| 1999 | 104.157  | 2.373.295 | 4,4      | 74        | 41              | 33              | 1.407                 |         | 102        | 289        | 32         |
| 2000 | 107.120  | 2.373.295 | 4,5      | 78        | 44              | 34              | 1.373                 |         | 103        | 314        | 33         |
| 2001 | 109.275  | 2.373.295 | 4,6      | 72        | 43              | 29              | 1.517                 |         | 100        | 316        | 33         |
| 2002 | 110.750  | 2.373.299 | 4,7      | 74        | 45              | 29              | 1.496                 |         | 109        | 316        | 34         |
| 2003 | 121.825  | 2.610.629 | 4,7      | 78        | 47              | 31              | 1.561                 |         | 111        | 352        | 35         |
| 2004 | 123.789  | 2.652.273 | 4,7      | 78        | 48              | 30              | 1.587                 |         | 110        | 346        | 38         |
| 2013 | 132.435  | 3.046.354 | 4,3      | 121       | 62              | 59              | 1.094                 |         | 184        | 392        | 48         |
| 2016 | 138.945  | 3.233.466 | 4,3      | 129       | 73              | 56              | 1.077                 |         | 222        | 394        | 51         |